# Contre-la-montre féminin aux championnats d'Europe de cyclisme sur route 2022
Le contre-la-montre féminin des championnats d'Europe de cyclisme sur route 2022 a lieu le 17 août 2022 à Fürstenfeldbruck, près de Munich, en Allemagne. Il est remporté par la Suissesse Marlen Reusser.

## Parcours
Le parcours, long de 24 km est globalement plutôt plat et sans difficulté technique. Seule une côte longue de 400 m à 7% vient ponctuer le circuit,.

## Récit de la course
Marlen Reusser, malgré des sensations mitigées, parvient à conserver son titre devant Ellen van Dijk.

## Classement
| \| Classement général \| Classement général \| Classement général \| Classement général \| Classement général \| \| Coureuse \| Coureuse \| Pays \| Équipe \| Temps \| \| ------------------ \| ------------------------ \| ------------------ \| ------------------ \| ------------------ \| \| 1re \| Marlen Reusser \| Suisse \| Suisse \| 30 min 59 s \| \| 2e \| Ellen van Dijk \| Pays-Bas \| Pays-Bas \| + 6 s \| \| 3e \| Riejanne Markus \| Pays-Bas \| Pays-Bas \| + 28 s \| \| 4e \| Audrey Cordon-Ragot \| France \| France \| + 54 s \| \| 5e \| Anna Kiesenhofer \| Autriche \| Autriche \| + 1 min 01 s \| \| 6e \| Juliette Labous \| France \| France \| + 1 min 02 s \| \| 7e \| Julie Van de Velde \| Belgique \| Belgique \| + 1 min 31 s \| \| 8e \| Christina Schweinberger \| Autriche \| Autriche \| + 1 min 33 s \| \| 9e \| Elena Hartmann \| Suisse \| Suisse \| + 1 min 38 s \| \| 10e \| Agnieszka Skalniak-Sójka \| Pologne \| Pologne \| + 1 min 51 s \| |                          |          |          |              |
| |                          |          |          |              |
| Sources : ProCyclingStats Cycling Quotient |                          |          |          |              |
| Classement général |                          |          |          |              |
| Coureuse | Coureuse                 | Pays     | Équipe   | Temps        |
| 1re | Marlen Reusser           | Suisse   | Suisse   | 30 min 59 s  |
| 2e | Ellen van Dijk           | Pays-Bas | Pays-Bas | + 6 s        |
| 3e | Riejanne Markus          | Pays-Bas | Pays-Bas | + 28 s       |
| 4e | Audrey Cordon-Ragot      | France   | France   | + 54 s       |
| 5e | Anna Kiesenhofer         | Autriche | Autriche | + 1 min 01 s |
| 6e | Juliette Labous          | France   | France   | + 1 min 02 s |
| 7e | Julie Van de Velde       | Belgique | Belgique | + 1 min 31 s |
| 8e | Christina Schweinberger  | Autriche | Autriche | + 1 min 33 s |
| 9e | Elena Hartmann           | Suisse   | Suisse   | + 1 min 38 s |
| 10e | Agnieszka Skalniak-Sójka | Pologne  | Pologne  | + 1 min 51 s |

## Liste des participantes
| Liste des participantes | Liste des participantes  | Liste des participantes | Liste des participantes | Liste des participantes |
| Num                     | Coureuse                 | Équipe                  | Pos                     |                         |
| ----------------------- | ------------------------ | ----------------------- | ----------------------- | ----------------------- |
| 1                       | Ellen van Dijk           | Pays-Bas                | 2e                      |                         |
| 2                       | Marlen Reusser           | Suisse                  | 1re                     |                         |
| 3                       | Lisa Brennauer           | Allemagne               | 12e                     |                         |
| 4                       | Anna Kiesenhofer         | Autriche                | 5e                      |                         |
| 5                       | Audrey Cordon-Ragot      | France                  | 4e                      |                         |
| 6                       | Nathalie Eklund          | Suède                   | 13e                     |                         |
| 7                       | Mia Sofie Rützou         | Danemark                | 29e                     |                         |
| 8                       | Agnieszka Skalniak-Sójka | Pologne                 | 10e                     |                         |
| 9                       | Omer Shapira             | Israël                  | 20e                     |                         |
| 10                      | Sandra Alonso            | Espagne                 | 22e                     |                         |
| 11                      | Arianna Fidanza          | Italie                  | 21e                     |                         |
| 12                      | Kelly Murphy             | Irlande                 | 15e                     |                         |
| 13                      | Hafdís Sigurðardóttir    | Islande                 | 26e                     |                         |
| 14                      | Julie Van de Velde       | Belgique                | 7e                      |                         |
| 15                      | Dana Rožlapa             | Lettonie                | 19e                     |                         |
| 16                      | Eugenia Bujak            | Slovénie                | 16e                     |                         |
| 17                      | Inga Čilvinaitė          | Lituanie                | 27e                     |                         |
| 18                      | Lisa Klein               | Allemagne               | 23e                     |                         |
| 19                      | Riejanne Markus          | Pays-Bas                | 3e                      |                         |
| 20                      | Christina Schweinberger  | Autriche                | 8e                      |                         |
| 21                      | Juliette Labous          | France                  | 6e                      |                         |
| 22                      | Emma Norsgaard           | Danemark                | 11e                     |                         |
| 23                      | Alessia Vigilia          | Italie                  | 14e                     |                         |
| 24                      | Elena Hartmann           | Suisse                  | 9e                      |                         |
| 25                      | Ziortza Isasi            | Espagne                 | 24e                     |                         |
| 26                      | Marta Lach               | Pologne                 | 25e                     |                         |
| 27                      | Rotem Gafinovitz         | Israël                  | 18e                     |                         |
| 28                      | Joanna Patterson         | Irlande                 | 17e                     |                         |
| 29                      | Silja Rúnarsdóttir       | Islande                 | 28e                     |                         |